# Dangerous (Michael Jackson-sang)
"Dangerous" er titelnummeret fra Michael Jacksons album Dangerous fra 1991. Sangen har ingen tilhørende musikvideo.
Sangen handler om en kvinde, som bruger ethvert våben for at tryllebinde en mand (My baby cried. She left me standing alone), men hun ender altid med at udnytte dem. Michael Jackson vil nu prøve at undgå hende (she called my house. I said I have no time).
| Musik | Spire Denne musikartikel er en spire som bør udbygges. Du er velkommen til at hjælpe Wikipedia ved at udvide den. |